# NGC 5037
NGC 5037 (również PGC 46078) – galaktyka spiralna (Sa), znajdująca się w gwiazdozbiorze Panny. Odkrył ją William Herschel 31 stycznia 1785 roku.